# Réaction de Stephen
Ne doit pas être confondu avec réarrangement de Stevens.
La réaction de Stephen ou synthèse d'aldéhyde de Stephen est une réaction chimique découverte par le chimiste anglais Henry Stephen (en) permettant la préparation d'aldéhydes (R-HC=O) à partir de nitriles (R—C≡N) en utilisant du chlorure d'étain(II) (SnCl2), de l'acide chlorhydrique (HCl) et en hydrolysant le sel d'iminium ([R-CH=NH2]+Cl−) ainsi obtenu.
La réaction se déroule selon le mécanisme suivant :
- SnCl2/HCl réagit par une réaction d'oxydo-réduction organique avec l'imine, produisant un chlorure d'iminium ;
- l'iminium est hydrolysé et donne l'aldéhyde voulu.

## Méthode de Sonn-Müller
Dans la méthode de Sonn-Müller,, l'intermédiaire sel d'iminium est obtenu par réaction entre un amide, l'ortho-tolualdéhyde (PhCONHPh) et le pentachlorure de phosphore.